# Fayat
Fayat SAS eller Fayat Group er en fransk bygge-, konstruktions- og anlægsvirksomhed samt- industriselskab. Den familieejede virksomhed blev etableret i 1957 af Clément Fayat, og den ledes i dag af sønnerne Jean-Claude Fayat og Laurent Fayat.
Den er struktureret i syv primære divisioner :
- Ingeniørkonstruktioner
- Byggeri
- Energiservices
- Stålkonstruktioner
- Vejbyggeudstyr
- Handling- og hejseudstyr
- Trykbeholdere

De har 205 datterselskaber i 120 lande. I 2020 havde de 21.505 ansatte og en årsomsætning på 4,1 mia. euro.
De ejer virksomhederne Dulevo, Dynapac og Bomag, der fremstiller forskellige køretøjer og maskiner til byggeindustrien.